# Градови хероји Совјетског Савеза
Град херој (рус. Город-герой) је био почасни назив који се додељивао градовима у Совјетском Савезу, за изванредно јунаштво његових становника током Великог отаџбинског рата, од 1941. до 1945. године.
Овај назив добило је дванаест градова у Совјетском Савезу. Према статуту, Президијум Врховног совјета Совјетског Савеза је давао граду Орден Лењина, Медаљу Златне звезде и потврду о херојском чину (Грамоту). Складно свему томе, и у граду је постављан одговарајући обелиск.

## Историја
Употреба назива „град-херој“ датира из чланака у „Правди“ из 1942. година, а прва службена уптреба назива датира из 1. јануара 1945. године, када је Јосиф Стаљин издао Заповест Врховног команданта бр. 20, којом наређује „испаљивање почасне паљбе у част градова хероја Лењинграда, Стаљинграда, Севастопоља и Одесе“.
Поводом двадесетогодишњице почетка Великог отацбинског рата, 22. јуна, 1961. године, назив „град-херој“ је употребљен и за Кијев у указима којима је Кијев награђен Орденом Лењина и којима је уведена медаља „За Одбрану Кијева“.
Назив „града-хероја“ је службено био уведен указом Президијума Врховног совјета Совјетског Савеза, 8. маја 1965. године, поводом двадесетогодишњице победе у Великом отаџбинском рату. Истог дана, издани су укази, којима су награђени градови: Москва, Лењинград, Волгоград (раније Стаљинград), Кијев, Севастопољ, Одеса и утврђење Брестовска тврђава.
Године 1988. службено је укинуто додељивање овог назива.

## Градови хероји

### Москва
Пред вратима совјетске прстонице су немачки агресори претрпили први значајни пораз 1941. године. До застоја продора немачке групе армија „Центар“ је дошло у другој половини новембра 1941. године, на удаљенијим московским предграђима. Совјетска влада је била евакуисана у Кујбишев, али је Стаљин одлучио да остане у граду.
У борби између одлучности и очаја, Московљани су помагали изградњу обрамбених положаја по московским улицама. Станице подземне железнице су служиле као склоништа за време немачких ваздушних напада. Генерал Георгиј Жуков, који је преузео команду одбране града, је напустио тактику блиске борбе и усресредио се на свеже снаге из Сибира за противнапад.
Сојетска противофнзива уследила је 5. и 6. децембра 1941. По неуобичајено јакој зими и тешкој хладноћи, совјетске јединице, укључујући и добро опремљене скијашке батаљоне, су отерале снаге Трећег рајха даље од Москве и консолидовале су своје положаје 7. јануара 1942. године. Победа у московској бици је дала велики подстицај тешко деморализованом совјетском народу.
Називом града-хероја одликована је, одлуком Президијума Врховног совјета Совјетског Савеза, 8. маја 1965. године.

### Лењинград
Лењинград је био место једне од највећих људских трагедија за време Другог светског рата. Пре рата, град је имао три милиона становника. До августа 1941. године, Немци су дошли до јужних градских предграђа. У међувремену, Финци су вратили Карелијску превлаку (сјеверозападно од града), изгубљену за време рата са СССР-ом 1940. године.
Град је био потпуно одсечен од остатка света 8. септембра 1941. године. Остали су без икакве копнене везе. Фински залив је био блокиран. Једина веза је била водени пут преко језера Ладоге, међу осталим, и зато што се финска команда није сложила са немачким захтевима за даљим напредовањем преко реке Свира и заузимањем преосталог дела језерске обале (Финце је занимао само повратак изгубљених подручја у Зимском рату). С обзиром да је заузимање града био превелик трошак у људству и опреми за Немце, а суочени са жестоким совјетским отпором, Немци су започели опсаду, с циљем измарања и изгладњивања града до смрти. Ускоро је становништво остало без струје, воде и грејања. Сав јавни саобраћај је стао у току зиме 1941/42. Године 1942. трамваји су опет покренути (тролејбуси и аутобуси су били нефункционални до краја рата).
Хиљаде Лењинграђана се смрло или изгладнило насмрт у првој зими опсаде, умирући код куће, или падавши од исцрпљености на улицама. У међувремену, немачка артиљерија је наставила гађати град. Иако је опсада трајала 900 дана, град се није предао. Када се површина језера Ладоге замрзла, отворен је „пут живота“, који је водио до јужних језерских обала, које је држала совјетска армија. Тако је кренила дуга колона камиона, доносећи храну и потрепштине у опседнути град и евакујисаши грађане на свом повратку. И храна и превоз цивила је редовно био нападан од немачке артиљерије и ратног ваздухопловства.
Када су совјетске јединице разбиле опсаду у јануару 1944. године, преко милон Лењинграђана је умрло од глади, смрзавања и гранатирања. Око 300.000 војника је изгубљено у одбрани и разбијању Лењинградског обруча.
Називом града-хероја одликован је, одлуком Президијума Врховног совјета Совјетског Савеза, 8. маја 1965. године.

### Стаљинград
Одбрана Стаљинграда од јуна до новембра 1942, затим противофанзива од 19. новембра 1942. која је окружила осовинске снаге у и око града, као и немачка предаја 2. фебруара 1943. године обележила је прекретницу Другог светског рата.
Истрајност и оштрина битке за Стаљинград, осликава жилаву борбу у Великом отацбинском рату. Тешко бомбардовање од стране снага Трећег рајха и њихових савезника и убиства хиљаде цивила је претворило град у рушевине. Радници градских фабрика оружја, прво су испоручивали оружје и муницију браниоцима града, а како су се Немци примицали граду, морали су се и сами борити.
Велики број совјетских снага је доведен у град преко реке Волге, упркос непријатељске ватре. Немачка надмоћност у оклопним јединицама је постала бескорисна у уличним борбама по рушевинама зграда и разрованим улицама. Жестока борба прса о прса по улицама, у зградама и фабричким халама се наставила месецима. Црвена армија је све своје неангажоване јединице из Москве усмерила према доњој Волги, пребацивши све доступне авионе из целе земље у Стаљинградско подручје.
Немци и њихови савезници су изгубили четвртину ангажованих снага на источном фронту, и никад се нису опоравили од овог пораза. Укупне жртве на обе стране, по проценама, износе између милион и два милиона.
Називом града-хероја одликован је, одлуком Президијума Врховног совјета Совјетског Савеза, 8. маја 1965. године.

### Кијев
Кијев, главни град Украјине, је постао место највеће битке, опкољених снага, у лето 1941. године. Када су Немци започели офанзиву 7. јула, совјетским јединицама концентрисаним око кијевског подручја је било наређено да остану на својим положајима, и сваки покушај пробоја је био забрањен.
Окружене снаге су се огорчено браниле. Хиљаде цивила се добровољно пријавило за помоћ у одбрани града. Кијев је заузет 19. септембра, а преко 600.000 припадника совјетских јединица је заробљено, и окружено подручје је очишћено. Ипак, продужени отпор је успорио и пореметио нацистички план „муњевитог рата“. С друге стране, битка је била величанствена победа за снаге Трећег рајха и катастрофални пораз за совјетске снаге. Имала је велики утицај на морал, а Адолф Хитлер је уздизао победу до највеће победе у историји.
За време немачке окупације Кијева, стотине хиљада цивила је убијено или депортовано на принудни рад. Кијев је опет постао бојиште, када су надируће совјетске снаге потиснуле Немце према западу, ослободивши град 6. новембра 1943. године.
Називом града-хероја одликован је, одлуком Президијума Врховног совјета Совјетског Савеза, 8. маја 1965. године.

### Одеса
Почетком августа 1941. године, црноморску луку Одеса у Украјини су напале румунске јединице, које су се бориле заједно са Немцима. Жестока битка за одбрану града је трајала до 16. октобра, када су преостале совјетске снаге, као и 15.000 цивила евакуисане морским путем. Партизанска борба се наставила у окупираном граду.
Називом града-хероја одликована је, одлуком Президијума Врховног совјета Совјетског Савеза, 8. маја 1965. године.

### Севастопољ
Црноморска лука Севастопољ је била тешко брањена тврђава на полуострву Криму. Немачке и румунске снаге су продрле до даљих севастопољских предграђа са северне стране. Напад на град је кренуо 30. октобра 1941. године. Будући да нису успели заузети град, осовинске снаге су започеле опсаду, уз тешко бомбардовање града.
Друга офанзива је почела у децембру 1941, и окончана је неуспехом, јер се су се совјетске копнене и поморске снаге жестоко браниле. Град је пао у непријатељске руке, тек у јуну 1942. године. Ослобођен је након жестоких борби у јануару 1944. године.
Називом града-хероја одликован је, одлуком Президијума Врховног совјета Совјетског Савеза, 8. маја 1965. године.

### Брестовска тврђава
Тврђава у Бресту, у Белорусији, се налазила источније од тадашње границе између Совјетског Савеза и Трећег рајха. Ова граница је била нацртана у тајности, као тајни додатак споразуму Молотов-Рибентроп, а убрзо је успостављена и де-факто, након што су две уговорне стране напале и поделиле Пољску, у септембра 1939. године.
Тврђава је имала мало упозорења када су Силе Осовине напале СССР 22. јуна 1941. године. Сместа је постала место првих великих борби између совјетских и нацистичких јединица. Пошто, услед јаке одбране совјетске пограничне страже, први напад није успео. Јединице Трећег рајха су започеле другу опсаду.
Брестовски гарнизон од четири хиљаде војника смештених у тврђави се жестоко одупирао немачким нападима. Иако су били у почетку изненађени нападом и уз чињеницу да су били малобројнији, при чему је однос снага био 10:1 у корист непријатеља, и иако су били одсечени од остатка света и што су остали без хране, воде и муниције, бранитељи су се борили и вршили противнападе до задњег тренутка.
Немци су користили тенкове, сузавац и бацаче пламена, али нису могли разбити совјетски отпор. Након што су Немци коначно успели заузети већи део срушеног утврђења, уз велике властите губитке, крвава борба се наставила под земљом. Борбе су окончане тек у другој половини јуна. Дотад се на осталим фронтовима, немачке снаге напредовале стотине километара даље према истоку.
Чак и када је тврђава службено била у потпуности заузета, неколицика преживелих бораца наставила се скривати у темељима и правити диверзије немачком окупатору још неколико месеци.
Називом тврђаве-хероја одликована је, одлуком Президијума Врховног совјета Совјетског Савеза, 8. маја 1965. године, поводом двадесетогодишњице победе над фашизмом.

### Керч
Керч је лука на истоку полуострва Крима. Створила је мостобран код теснаца, који је одвајао Крим од главног копна, од Совјетског Савеза.
Након жестоких борба, Немци су га заузели новембра 1941. године. Совјети су га вратили под своју контролу у операцији искрцавања са мора 30. децембра 1941. године. Јануара 1942. Немци га поновно окупирају, али ипак, совјетске партизанске снаге су се одржале на стенама близу града све до октобра 1942. године.
Совјети су, 31. октобра 1943. године, покренули још једно поморско искрцавање. Разрушени град је коначно ослобођен 11. марта 1944. године.
Називом града-хероја одликован је, одлуком Президијума Врховног совјета Совјетског Савеза, 14. септембра 1973. године.

### Новоросијск
Град Новоросијск на источној обали Црног мора је био одбрамбено упориште од немачке летње офанзиве 1942. године. Неизвесне борбе у и около града су трајале од августа до септембра 1942. године. Совјети су успели задржати контролу на источним делом залива, чиме су спречили Немце да користе луку за помоћ јединицама бродским путем.
Називом града-хероја одликован је, одлуком Президијума Врховног совјета Совјетског Савеза, 14. септембра 1973. године.

### Минск
Минск, град у Бјелорусији, је био окружен надирућим немачким снагама у другој половини јуна 1941. године. Заробљене у велики џеп, совјетске снаге су се очајничком жестином бориле. Отпор је сломљен 9. јула, при чему је заробљено 300.000 совјетских војника. За време трогодишње окупације, Немци су убили око 400.000 цивила у граду и околини. Подручје Минска је постало средиште совјетске партизанске активности иза непријатељских линија.
Називом града-хероја одликован је, одлуком Президијума Врховног совјета Совјетског Савеза, 26. јуна 1974. године.

### Тула
Тула је руски град са важном војном индустријом. Налази се јужно од Москве, чиме се нашао на путу немачким агресорима, као стратешки циљ. На њега је покренута офанзива с циљем разбијања совјетског отпора у московском подручју у раздобљу између 24. октобра и 5. децембра 1941. године. Тешко утврђени град је издржао, осигуравши тиме јужно крило током одбране Москве, створивши услове за противофанзиву.
Називом града-хероја одликована је, одлуком Президијума Врховног совјета Совјетског Савеза, 7. децембра 1976. године.

### Мурманск
Град Мурманск на полуострву Коли, близу норвешке и финске границе, је био стратешки важна морска лука и индустријски град. Био је једина совјетска лука која није била замрзнута зими, и била је од животног значаја за превоз добара према југу.
Снаге Трећег рајха, укључујући и 800 Финаца под немачком командом, покренуле су офанзиву на Мурманск 29. јуна 1941. године. Више од 180.000 граната је испаљено на град. Жилави совјетски отпор у тундри и неколико совјетских противнапада је учинило да продор Осовинских снага буде немогућ.
Осовинске снаге су прекинуле са нападима у другој половини октобра 1941, не успевши заузети Мурманск нити прекинути Карелијску железничку пругу.
Називом града-хероја одликован је, одлуком Президијума Врховног совјета Совјетског Савеза, 6. маја 1985. године.

### Смоленск
Смоленск је град на путу према Москви. Као такав, нашао се на путу немачким агресорима. Совјети су тамо припремили организовану одбрамбену линију, и тамо се у лето 1941. године збила битка код Смоленска.
Немачке оклопне дивизије из састава Армија „Центар” су започеле напад 10. јула, с циљем окруживања совјетских трупа у Смоленску и околини. Совјетски отпор је био жилав и жесток, а предузело се и неколико противнапада. Совјети су чак успели привремено пробити немачки обруч, при чему су и успели евакуисати јединице из окружења.
Битка је окончана у првој половини септембра. Жестоке борбе су значајно успориле свеопшти немачки продор према Москви, тако да су обрамбене линије које су се налазиле источније, могле бити ојачане.
Називом града-хероја одликован је, одлуком Президијума Врховног совјета Совјетског Савеза, 6. маја 1985. године.

## Галерија
Поштанске марке Совјетског Савеза из 1965. године са сликама првих 7 градова хероја.
- Брестовска тврђава
- Кијев
- Одеса
- Лењинград
- Москва
- Севастопољ
- Волгоград